# Femei de reconfortare

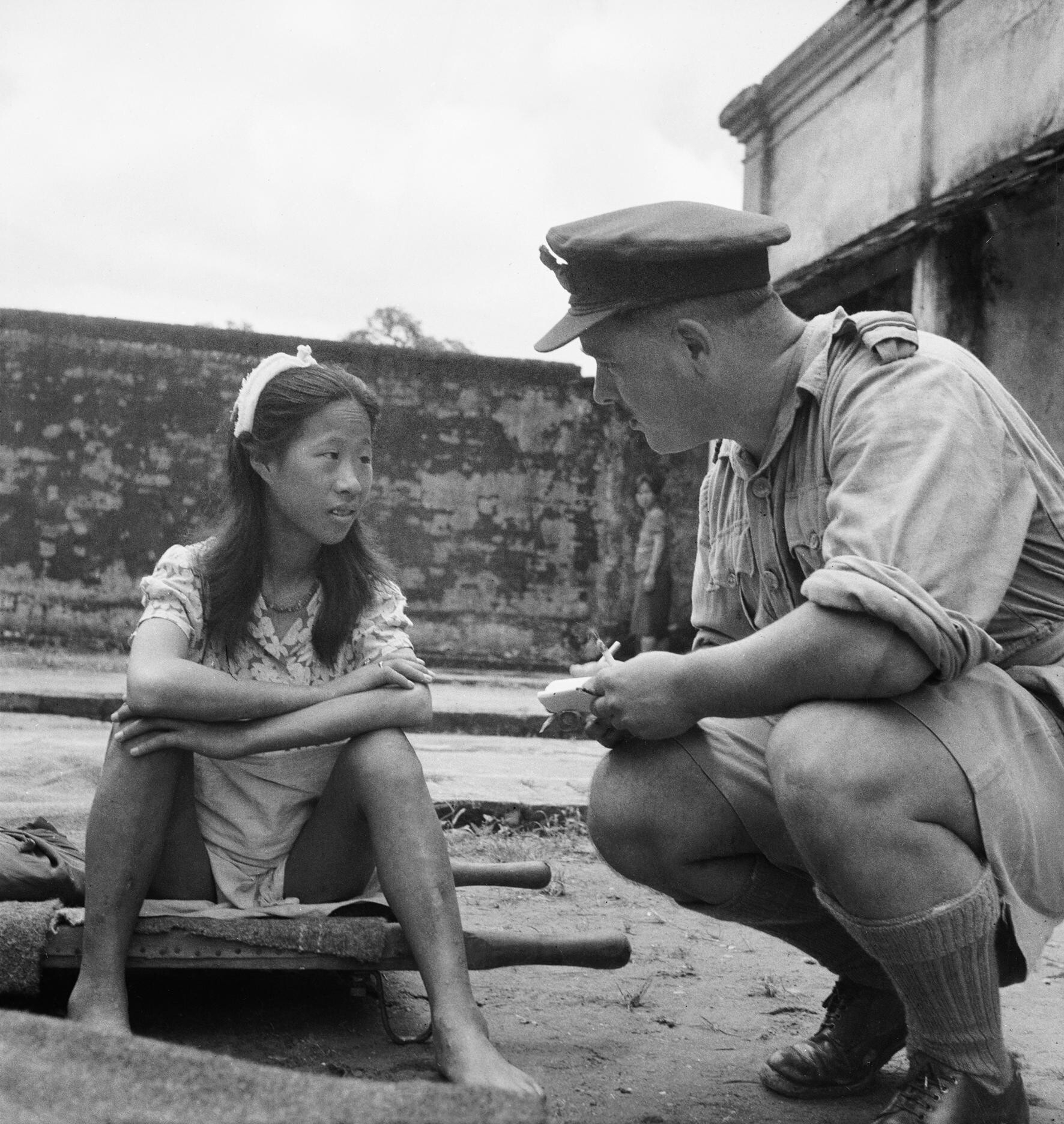
Un ofiţer aliat stând de vorbă cu o chinezoaică care a fost membră a aşa-numitelor „batalioane de reconfortare”. Fotografia este făcută în Rangoon, Burma, pe 8 august 1945

Femei de reconfortare (în limba japoneză: 慰安婦ianfu) sau femei de reconfortare a militarilor (従軍慰安婦jūgun-ianfu) este o denumire eufemistică a celor 60.000 – 200.000 de femei, care au fost transformate în sclave sexuale pentru militarii japonezi în timpul celui de-al doilea război mondial. Istoricii și cercetătorii fenomenului au afirmat că majoritatea acestor femei proveneau din Coreea (aproximativ 80%), dar și din China și alte teritorii ocupate de japonezi. Femeile tinere din țările aflate sub controlul Imperiului Japonez au fost recrutate pentru a lucra în popote ale militarilor sau în fabrici, sau, după cum există unele mărturii au fost pur și simplu răpite de la casele lor.  Există mai multe mărturii conform cărora, în mai multe cazuri, chiar militarii au fost cei care au participat la răpirea unor femei.
Dimensiunile și natura sclaviei sexuale patronate de armata japoneză în timpul celui de-al doilea război mondial este un subiect disputat, în special în Japonia.
Numeroase bordeluri militare erau conduse de persoane particulare supervizate de oficialități ale armatei. Mai mulți istorici japonezi, folosindu-se de mărturiile unor femei de reconfortare, au afirmat că Armata Imperială Japoneză și Marina Imperială Japoneză au fost implicați atât direct cât și indirect în constrângerea, înșelarea, ademenirea și uneori răpirea unor femei tinere din teritoriile aflate sub controlul imperial.
Pe de altă parte, alți istorici japonezi consideră că nu există nicio dovadă credibilă care să implice Armata Imperială în actele de constrângere a femeilor. După părerea lor, răspunderea pentru relele tratamente aplicate femeilor cade în totalitate în sarcina patronilor de bordeluri, Armata fiind vinovată cel mult de o proastă supraveghere a stabilimentelor.
În ultimele luni ale războiului, militarii japonezi au distrus o mare cantitate de documente, care ar fi putut duce la implicarea lor în procese de crime de război. Există destule dovezi care să demonstreze că Ministerul Japonez de Război a dat ordine pentru distrugerea documentelor care ar fi putut deveni incriminatoare. 

Mărturisirile făcute de ofițeri japonezi, prin care aceștia recunoșteau că au luat parte la răpirea unor femei destinate sclaviei sexuale, sunt considerate  puțin credibile de o parte a japonezilor.
Istoricii au căutrat dovezi clare privind implicarea armatei și marinei în constrângerea femeilor să practice prostituția, iar unii dintre ei au afirmat că au descoperit dovezi ale acestui comporatament. Astfel, Yoshiaki Yoshimi și Hirofumi Hayashi au descoperit în 2007 documente care ar dovedi implicarea armatei.

## Cât de multe au fost sclavele sexuale?
Lipsa documentelor oficiale a făcut ca estimarea numărului total al femeilor de reconfortare să fie foarte dificilă. O mare parte a documentelor care privea prostituția forțată, cât și implicarea unor lideri japonezi importanți, au fost distruse prin ordine explicite ale guvernului japonez. Istoricii au ajuns la cifre estimative diferite, atât prin cercetarea documentelor care nu au fost distruse, care descriau raportul dintre numărul de soldați „reconfortați”  într-o anumită zonă și numărul de femei-scalve, cât și prin cercetarea rapoartelor cu privire la rata de înlocuire a femeilor din bordeluri. Istoricul Yoshiaki Yoshimi, care este autorul primei cercetări științifice asupra problemei în discuție, a estimat numărul femeilor de reconfortare între 50.000 și 200.000.  Arhivat în 28 iunie 2007, la Wayback Machine.
Cele mai multe surse media internaționale s-au folosit de aceste estimări, afirmând că până la 200.000 de femei tinere asiatice au fost recrutate pentru a servi în bordelurile militare japoneze. BBC cita „între 200.000 până la 300.000”, iar Comisia Internațională a Juriștilor cita „estimările istoricilor de 100.00 până la 200.000 de femei”.
Istoricul japonez Ikuhiko Hata consideră însă că mult mai corecte ar fi niște cifre de 10.000 până la 20.000 de femei.

## Țările de origine
Numărul de femei de reconfortare din fiecare țară reprezintă de asemenea un subiect încă disputat.
Este acceptat în general că cele mai multe dintre ele proveneau din Coreea și din China.  Alte femei erau din Filipine, Taiwan, Indiile răsăritene olandeze și alte țări ocupate de japonezi. Un număr de femei olandeze, capturate în coloniile olandeze din Asia au fost transformate în sclave sexuale.
În conformitate cu aprecierile profesorului Hirofumi Hayashi de la Universitatea Kanto Gakuin, majoritatea femeilor de reconfortare proveneau din Japonia, Coreea și China.
Până acum, o singură femeie de reconfortare japoneză și-a publicat mărturiile. Aceasta s-a întâmplat în 1971, când femeia, care fusese forțată să se prostitueze în Taiwan, și-a publicat amintirile sub pseudonimul Suzuko Shirota.

## Înființarea sistemului femeilor de reconfortare

### Prostituția în bordelurile militare japoneze
Datorită bunei organizări și a caracterului deschis al prostituției din Japonia, a  părut logic ca să se organizeze bordeluri care să deservească forțele armate. Autoritățile japoneze au sperat să ridice moralul și eficiența militarilor prin organizarea unor bordeluri accesibile. De asemenea, prin  instituționalizarea bordelurilor și menținerea lor sub un control strict, guvernul spera să țină sub control răspândirea bolilor cu transmitere sexuală.
Din corespondența militară din acea perioadă, rezultă că responsabilii Armatei Imperiale considerau că facilitarea funcționării bordelurilor militare va scădea pericolul violurilor comise de soldați, rezultatul imediat fiind neapariția reacțiilor ostile în rândul populației civile din teritoriile ocupate.

### Recrutarea
În primele faze ale războiului, autoritățile japoneze au recrutat prostituate prin metodele convenționale. Intermediari autorizați de armată au plasat anunțuri publicitare în ziarele care apăreau în Japonia și coloniile sale – Coreea, Taiwan, Manchukuo și China continentală. Multe dintre cele care au răspuns erau deja prostituate și și-au oferit serviciile ca profesioniste ale sexului. Alte femei au fost vândute bordeluirilor de familiile lor din cauza greutăților economice. Aceste resurse au fost epuizate însă rapid, în special în Japonia.
Pe 17 aprilie 2007, Yoshiaki Yoshimi și Hirofumi Hayashi au anunțat descoperirea în arhivele Tribunalului din Tokyo a mai multor documente care sugerau că forțele militare imperiale, așa cum a fost Tokeitai (poliția secretă maritimă), au constrâns direct femei să lucreze în bordelurile din China, Indochina și Indonezia.
Aceste documente au fost făcute publice în timpul proceselor criminalilor de război. Într-unul dintre acestea, un locotenent mărturisea că a organizat un bordel, de serviciile prostituatelor beneficiind chiar și el. Alt document amintea că membrii Tokeitai au arestat femei pe stradă, iar după ce le-au forțat să se supună unor examinări medicale, le-au plasat în bordeluri.
Pe 12 ami 2007, ziaristul Taichiro Kaijimura a anunțat descoperirea a 30 de documente guvernamentale olandeze din arhiva Tribunalului din Tokyo, care dovedeau un incident din 1944 din Magelang, în timpul  căruia foarte multe femei au fost transformate în scalve sexuale.
În alte cazuri, alte victime din Timorul de Est au depus mărturii conform cărora au fost forțate să întrețină acte sexuale cu soldați japonezi pe când erau încă fetițe neajunse la pubertate.
Ministerul Afacerilor Externe Japonez nu a mai acordat vize turistice pentru prostituatele japoneze, încercând să stopeze procesul de maculare a imaginii Imperiului Japonez.
Militarii au început să recruteze femei de reconfortare în alte regiuni decât Japonia, în special în Coreea și China ocupată. Multe dintre aceste femei au fost păcălite în timpul recrutări, spunându-li-se inițial că vor lucra ca femei de servici sau bucătărese, pentru a fi plasate în cele din urmă în bordelurile militare.
Un raport al armatei SUA amintește de interogarea a 20 de femei de reconfortare din Burma. Anchetatorii au aflat că, la început, fetele au fost atrase de promisiunea unor salarii  mari, de posibilitatea de a plăti datoriile familiilor. Ca avans pentru serviciile care urmau să le presteze, fetele au primit în avans mai multe sute de yeni.
În regiunile urbane, au fost folosite anunțurile de recrutare prin mica publicitate plasate de intermediari, dar au avut loc și răpiri de femei. În zonele de luptă, în special în zonele rurale în care intermediarii erau rari, militarii cereau de multe ori liderilor locali să procure femei pentru bordelurile militare. Situația s-a înrăutățit odată cu trecerea timpului. Datorită crizei de aprovizionare generate de război, autoritățile militare au devenit incapabile să asigure trupelor suficiente provizii. Ca urmare, unitățile japoneze au început să pretindă provizii comunităților locale, sau au început să efectueze raiduri de jaf.
Mai mult chiar, prin „tactica pământului pârjolit”, (așa numita „politică a celor trei tot” – ucide tot, arde tot, jefuiește tot), aplicată în special în regiunile Chinei în care populația civilă era considerată ostilă, a fost practicată și răpirea și violarea femeilor.

### Tratamentul aplicat femeilor de reconfortare

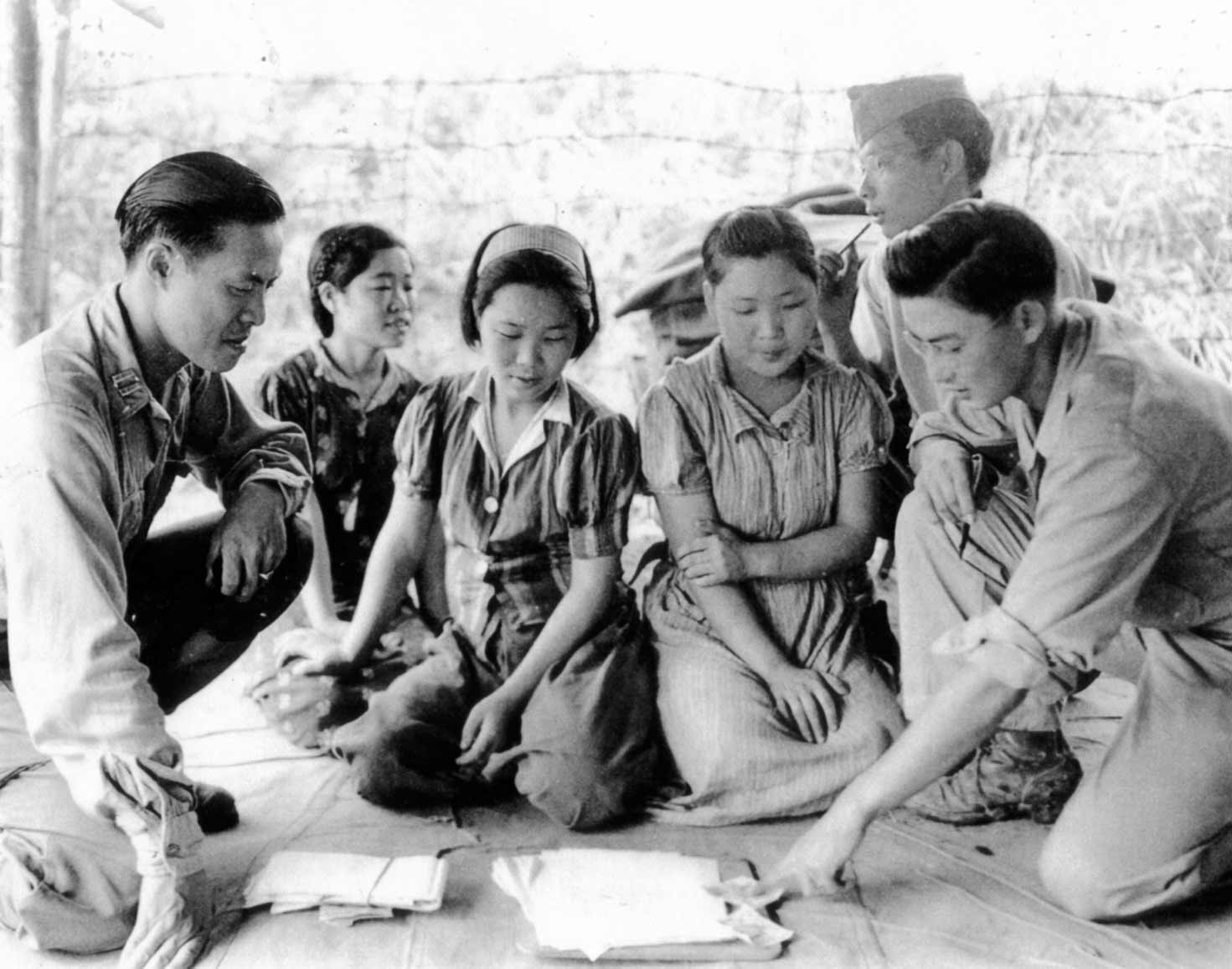
Femei reconfortate prinse și interogate de armata americană în Myitkyina (14 august 1944)

Victima prostituției forțate Jan Ruff-O'Hearn a depus mărturie în fața Comitetului Camerei Reprezentanților a SUA: „S-au spus multe povești despre ororile, brutalitățile, suferințele și foametea îndurate de femeile olandeze din lagărele de prizonieri japoneze. Dar nu s-a spus niciodată o poveste, cea mai rușinoasă poveste a celui mai grav abuz umanitar comis de japonezi în timpul celui de-al doilea război  mondial – povestea «femeilor de reconfortare», sau «jugun ianfu», și cum aceste femei au fost luate în stăpânire cu forța împotriva voinței lor pentru a asigura servicii sexuale pentru armata imperială japoneză în timpul celui de-al doilea război mondial. În așa-numitele «stație de reconfortare» eu am fost bătută și violată în mod sistematic ziua și noaptea. Până și doctorul japonez m-a violat de fiecare dată când vizita bordelul pentru a ne examina pentru boli”.
În conformitate cu declarațiile soldatului Unității 731 Yasuji Kaneko "Femeile plângeau, dar nouă nu ne păsa dacă femeile trăiau sau mureau. Noi eram soldații împăratului. Indiferent unde, în bordelurile militare sau în sate, noi violam fără nicio reținere”. Bătăile și tortura fizică se pare că erau practici comune.
Zece femei olandeze au fost luate cu forța în februarie 1944 din lagărele de prizonieri din Java de ofițeri ai armatei imperiale japoneze, pentru a fi transformate în sclave sexuale. Ele au fost bătute și violate în mod sistematic ziua și noaptea în așa numitele „stații de reconfortare”.
În ciuda faptului că ele au fost retrimise în lagărele de prizonieri după trei luni în urma protestelor prizonierilor olandezi, ofițerii japonezi nu au fost pedepsiți de autoritățile militare nipone până la sfârșitul războiului. După sfârșitul războiului, 11 ofițeri japonozi au fost declarați vinovați, iar unul dintre ei a fost condamnat la moarte de Tribunalul militar pentru criminali de război din Batavia. S-a ajuns la concluzia că acest caz nu a fost unul organizat de armată, iar cei care au participat la violuri au încălcat un ordin al superiorilor lor, care cerea ca în bordeluri să fie angajate doar femei voluntare.
Cercetătorii au găsit documente care arătau că liderii armatei ordonaseră subordonaților să nu trateze cu violența femeile de reconfortare.

## Istoricul controversei legate de femeile de reconfortare

### Mărturiile contestate ale foștilor soldați
În 1983, Seiji Yoshida a publicat cartea Watashino sensō hanzai - Chōsenjin Kyōsei Renkō (Crimele mele de război: racolarea cu forța a coreenilor), în care autorul a mărturisit că a făcut rost cu forța de femei din Insula Jeju din Coreea, urmând ordinele explicite ale superiorilor săi. În 1991, Asahi Shimbun, unul dintre cele mai importante ziare japoneze, a publicat o serie de articole pe tema femeilor de reconfortare. În această serie de articole, Asahi Shimbun a publicat de mai multe ori extrase din cartea mai sus amintită.
Există însă japonezi care au dubii în ceea ce privește sinceritatea mărturisirilor lui Yoshida, deoarece el a fost singurul care a admis că a participat la asemenea crime. Când profesorul Ikuhiko Hata a vizitat satele din Coreea de Sud din care Yoshida a admis că a răpit femei, niciun coreean nu a confirmat afirmațiile din carte. Când Hata i-a relatat lui Yoshida această nepotrivire, autorul a admis că și-a permis anumite licențe artistice cu privire la satele menționate în cartea sa.

### Răspunsul inițial al guvernului și contestarea
La început, guvernul japonez a negat orice legătură oficială cu bordelurile militare. În iunie 1990, guvernul japonez a declara că toate bordelurile militare erau conduse de proprietari particulari.
În 1990, o organizație a femeilor coreene care au fost sclave sexuale în bordelurile militare japoneze au pornit o acțiune în instanță, cerând compensații militare. Unele dintre supraviețuitoarele bordelurilor militare au deschis un proces la Tribunalul districtual din Tokyo. Acțiunea lor a respins acțiunile femeilor pe diferite temeiuri.

### Declarația Kono
În 1991 însă, istoricul Yoshiaki Yoshimi a descoperit un număr de documente în arhiva Ministerului Apărării de la Tokyo, care ar fi indicat faptul că militarii au fost direct implicați în conducerea bordelurilor, de exemplu prin desemnarea agenților de recrutare a femeilor. Ziarul Asahi Shimbun a publicat aceste descoperiri pe prima pagină în articolul  „Armata japoneză a răpit femei de reconfortare” din 11 ianuarie 1992. Guvernul, prin glasul secretarului cabinetului nipon Koichi Kato, a fost obligat să recunoască public o parte a faptelor în discuție. Primul ministru nipon Kiichi Miyazawa a prezentat scuze oficiale în timpul unei călătorii în Coreea de Sud pentru suferințele femeilor victime ale scalviei sexuale din bordelurile militare japoneze.
După o serie de studii coordonate de guvern, secretarul cabinetului, Yohei Kono, a emis o declarație publică pe 4 august 1993. Prin această declarație, guvernul japonez recunoștea că: „Stațiile de reconfortare au funcționat ca răspuns la cererile militarilor din acea vreme”, că  „Militarii japonezi au fost implicați direct sau indirect în înființarea și conducerea stațiilor de reconfortare și în transferul femeilor” și că femeile  „au fost recrutate în multe cazuri împotriva voinței lor prin înșelare sau constrângere”. Guvernul Japoniei  „își cere în mod sincer scuze și își exprimă regretele față de toate acelea care, indiferent de locul de origine, au suferit durere incomensurabilă și răni psihologice nevindecabile”. În această declarație, guvernul Japoniei își exprimă  „hotărârea lui fermă de nu repeta niciodată aceeași greșeală și de a lămuri această problemă prin studiul și predarea istoriei”.

### Fondul femeilor asiatice
În 1995, Japonia a înființat un „Fond al femeilor asiatice” pentru plata compensațiilor materiale către supraviețuitoarelor bordelurilor militare japoneze. De asemenea, fostele femei de reconfortare au primit din partea premierului nipon Junichiro Koizumi o scrisoare în care se spunea: „Ca prim-ministru al Japoniei, prin aceasta îmi reînnoiesc cele mai sincere scuze și regrete față de toate femeile care au trecut prin experiențe incomensurabile și dureroase și au suferit răni fizice și psihice nevindecabile ca femei de reconfortare”. Fondul a fost înființat folosindu-se donații private nu și fonduri guvernamentale și a fost criticat ca fiind o cale de evitare a admiterii abuzului guvernamental. Din cauza naturii private a fondului, numeroase femei de reconfortare au respins plățile și au continuat să caute să primească scuze și compensații oficiale.

### Controversa Abe
Pe 2 martie 2007, problema a fost atinsă de primul ministru Shinzo Abe, el negând că armata japoneză ar fi fost complice într-un mod organizat la recrutarea forțată a femeilor de reconfortare în al doilea război mondial. El a declarat că: „Adevărul este că nu există nicio dovadă care să demonstreze că a existat constrângere”. Mai înainte de declarația sa, un grup de deputați ai Partidului Liberal Democrat au încercat să revizuiască declarația din 1993 a lui Yohei Kono prin care acesta își cerea scuze fostelor femei de reconfortare. Declarația lui Abe a provocat reacții negative în țările din Asia și din emisfera vestică. Editorialul din New York Times afirma: „Acestea nu erau bordeluri comerciale. Forța a fost folosită explicit și implicit în recrutarea acestor femei”. Pe 26 martie 2007, premierul nipon Shinzo Abe și-a exprimat regretele pentru violarea drepturilor omului cu privire la femeile de reconfortare.

### Dezbaterile din Congresul SUA
În 2007, Mike Honda, membru al  Camerei Reprezentanților SUA a propus Rezoluția nr. 121, prin care se cerea ca Japonia să accepte în mod oficial să-și ceară scuze și să accepte responsabilitatea istorică într-un  mod clar și neechivoc, să dezmintă orice pretenție conform căreia problema femeilor de reconfortare nu ar fi reală, și să educe generația curentă și cea viitoare cu privire la „această crimă oribilă, urmărind recomandările comunității internaționale cu privire la «femeile de reconfortare»”. Honda a declarat că „scopul acestei rezoluții nu a fost aceea de a rușina sau umili Japonia”.  Ambasada Japoniei din SUA a declarat însă că Rezoluția Camerei Reprezentanților era eronată în ceea ce privește faptele și că va aduce prejudicii prieteniei dintre SUA și Japonia. Arhivat în 10 octombrie 2007, la Wayback Machine.
Pe 30 iulie 2007, rezoluția a trecut la vot prin Camera Reprezentanților după o jumătate de oră de dezbateri în timpul cărora nu s-a exprimat nicio opoziție. De la tribună, Honda a afirmat: „Trebuie să învățăm generațiile viitoare că nu  putem permite ca aceasta să continue să se întâmple. Am crezut întotdeauna că reconcilierea este primul pas în procesul de vindecare”.

## Foste femei de reconfortare remarcabile
Un număr de foste femei de reconfortare care au venit și au vorbit despre situația lor și cum e să fii o femeie de reconfortare:
- Indiile de Est Olandeze - Jan Ruff O'Herne (1923-); Ellen van der Ploeg (1923-2013)[48]
- Coreea de Sud – Kil Won-ok [ja] (1928–); Kim Hak-sun (1924–1997);[49] Lee Yong-su (1929–);[50] Song Sin-do (1922–2017);[51] Yoo Hee-nam (1927–)[52]
- Filipine - Rosa Henson (1927-97); Remedios Felias (1928 -)[53]
- Taiwan – Liu Huang A-tao (1923–2011)[54]